# 한국외국어대학교 통번역대학원
한국외국어대학교 통번역대학원(韓國外國語大學校 通飜譯大學院, Hankuk University of Foreign Studies Graduate School of Interpretation and Translation)은 대한민국 서울특별시 동대문구에 위치한 전문대학원의 일종이다. 한국외국어대학교의 부속 교육 기관으로, 어문 계열 학위를 수여한다.

## 연혁
- 1979년 5월 1일 한국외국어대학교 동시통역대학원을 특수대학원으로 설립
- 1979년 9월 1일 개원
- 1980년 11월 7일 한국외국어대학교 통역대학원으로 원명 변경
- 1997년 12월 22일 전문대학원으로 개편 및 한국외국어대학교 통번역대학원으로 원명 변경

## 교육편제
다음은 2019년 기준, 한국외국어대학교 통번역대학원의 교육과정 일람이다.

### 석사
- 한영과
- 한불과
- 한독과
- 한노과
- 한서과
- 한중과
- 한일과
- 한아과
- 특별 과정
  - 3개 언어 과정

### 박사
- 통번역학과

## 같이 보기
- 한국외국어대학교